# 線形単回帰
線形単回帰（せんけいたんかいき　英: Simple linear regression）とは、回帰分析において、二つの量的変数の関係を線形の式に表した方法である。

## 定義
1つの説明変数（x）によって目的変数（y）を予測し一次方程式の形に表せるものを線形単回帰という。
{\displaystyle y=ax+b}
この時、a を回帰変数とよび、b を切片と呼ぶ。